# Бернем, Бо
Ро́берт Пи́керинг «Бо» Бе́рнем (англ. Robert Pickering "Bo" Burnham; род. 21 августа 1990) — американский комик, музыкант, автор-исполнитель, поэт, актёр и режиссёр. Бернем известен как автор комедийных и сатирических песен.
Свою карьеру Бо начинал с выкладывания видеозаписей исполнения его песен на YouTube, где те стали популярны: его видеоканал имеет уже более 250 миллионов просмотров. В 2008 году он подписал контракт с Comedy Central Records и впоследствии выпустил один мини-альбом Bo Fo Sho и три студийных альбома: Bo Burnham, Words Words Words и what.. Последние два также были представлены в виде музыкального шоу для Comedy Central. Видео Бернема «Make Happy» было эксклюзивно выпущено на Netflix 3 июня 2016 года. Бернем снялся в ряде фильмов, был одним из создателей и актёров в телесериале MTV «Зак Стоун собирается стать популярным», а также выпустил сборник стихов «Egghead: Or, You Can’t Survive on Ideas Alone» в 2013 году.
Его первый полнометражный фильм «Восьмой класс» (над которым Бернем работал как сценарист и режиссер) был выпущен в июле 2018 года и получил множество наград, в том числе премию Гильдии сценаристов Америки за лучший оригинальный сценарий (англ. Writers Guild of America Award for Best Original Screenplay) и премию Гильдии режиссеров Америки за выдающийся режиссерский дебют (англ. Directors Guild of America Award for Outstanding Directing – First-Time Feature Film).
В мае 2021 года на стриминговом сервисе Netflix состоялась премьера телефильма Бо Бёрнем: Дома, над которым Бернем работал дома в разгар пандемии COVID-19. В проекте он выступил в роли режиссера, сценариста, актера, оператора, монтажера и композитора. Фильм получил восторженные отзывы от критиков, и Бернем был удостоен шести номинаций на 73-й церемонии вручения прайм-тайм премии «Эмми», в том числе одержал победу в трех категориях – за лучшую режиссерскую работу (англ. Outstanding Directing for a Variety Special), лучший сценарий (англ. Outstanding Writing for a Variety Special) и музыкальное руководство (англ. Outstanding Music Direction). Также Бернем получил две номинации на 64-ю церемонию «Грэмми» и одержал победу в категории «Лучшая песня для визуальных медиа» ("All Eyes On Me").

## Ранние годы
Бернем родился в городе Гамильтон штата Массачусетс 21 августа 1990 года в семье Скотта и Патриши Бернем. Его отец владеет строительной фирмой, а мать работает медсестрой в школе. Бо младший из трёх детей в семье, его старшие брат Пит и сестра Сэмм проходили обучение в Корнеллском университете и юридическом факультете Саффолкского университета соответственно.
В 2008 году он окончил обучение в Подготовительной школе Святого Иоанна и поступил в Школу искусств Тиша Нью-Йоркского университета, которую должен был начать посещать в сентябре того же года, однако отложил своё обучение на год для того, чтобы сосредоточиться на своей карьере, так как уже тогда начал набирать популярность.

## Карьера

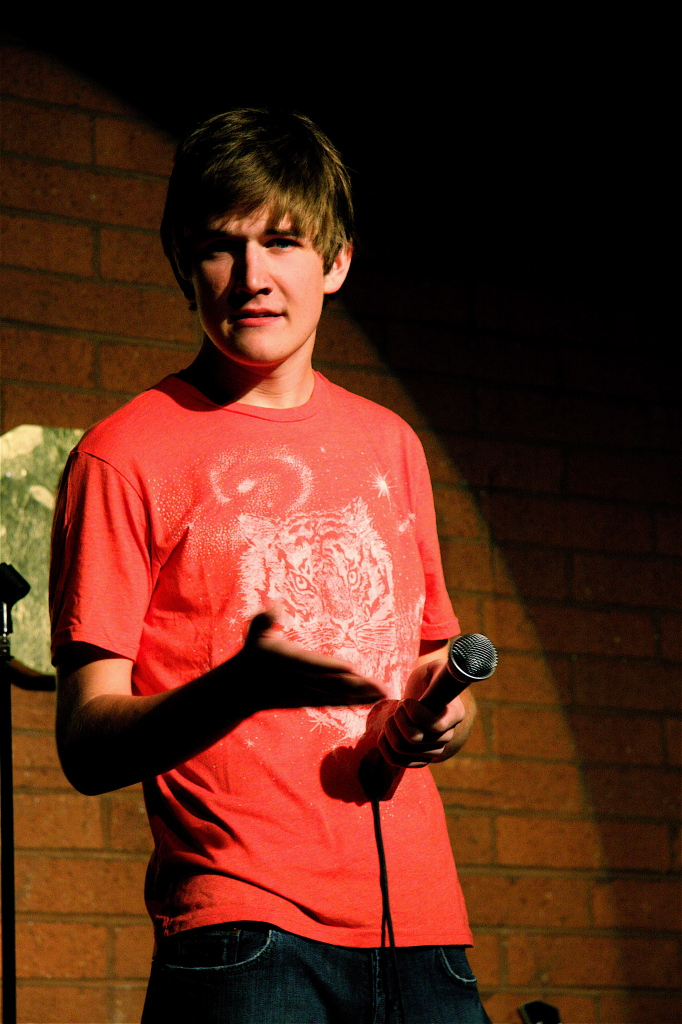
Бернем выступает в The Improv в Темпе, сентябрь 2008 года

Началом карьеры Бернема стал 2006 год, когда он записал на видео песни «My Whole Family…» и «My 'little' secret…» и выложил их на YouTube для того, чтобы показать своим родственникам. Поначалу видео не привлекли большого внимания, однако количество просмотров резко возросло после того, как видео попали на Break.com и были замечены его пользователями. Бернем продолжил записывать свои песни и выкладывать их на свой канал по мере того, как их популярность росла. Первые подобные видеоролики были «домашними» видео, снятыми в доме его родителей в Гамильтоне, часто прямо в его спальне. Для записи музыки к ним Бо использовал гитару и электрическое фортепиано.
Темами его первых комедийных видео стали превосходство белой расы, инвалидность Хелен Келлер, гомосексуальность, а также другие темы, которые и сейчас используются в его видео и выступлениях, например такие как религия, гендер и секс. Бернем описывает свой сценический образ как «более самонадеянную, нахальную версию его самого».
В январе 2008 года он впервые выступил для шоу Comedy Central The World Stands Up в Лондоне (запись вышла в эфир 30 июня) и подписал четырёхлетний контракт с лейблом звукозаписи Comedy Central Records. Его первым выпущенным продуктом на этом лейбле стал мини-альбом Bo Fo Sho, он вышел 17 июня 2008 года, состоял из шести песен и распространялся только методом цифровой дистрибуции. Его первый студийный альбом Bo Burnham был выпущен 10 марта 2009 года.
Бо выступал в Cobb’s Comedy Club, YouTube Live в Сан-Франциско, в Caroline’s Comedy Club в Нью-Йорке, а также в Лондоне и Монреале. После выпуска своего шоу Words, words, words он был номинирован на приз за лучшее комедийное шоу на фестивале Edinburgh Comedy Awards в августе 2010 года, однако вместо этого получил Panel prize и 5000 £ в качестве приза. Летом 2016 года экслюзивно для Netflix вышел спэшл «Make Happy», после которого Бёрнэм взял длительный перерыв. В комедию он вернулся только спустя пять лет, в 2021 году, с новым спэшлом "Inside", снятым эксклюзивно для Netflix. Спэшл получил восторженные отзывы критиков, а "Welcome to the Internet", песня из "Inside", которую Бо выложил отдельно на своём ютуб-канале, за две недели набрала 13 миллионов просмотров .

### Туры
- Fake I.D. — осень 2009[20][21]
- Bo Burnham and (No) Friends — осень 2010[22]
- Bo Burnham Live (UK/US Tour) — июнь 2011 — июль 2012[23]
- Bo Burnham: what. Tour — лето 2013
- Bo Burnham: 'Make Happy' Tour — осень 2015

### Кино и телевидение

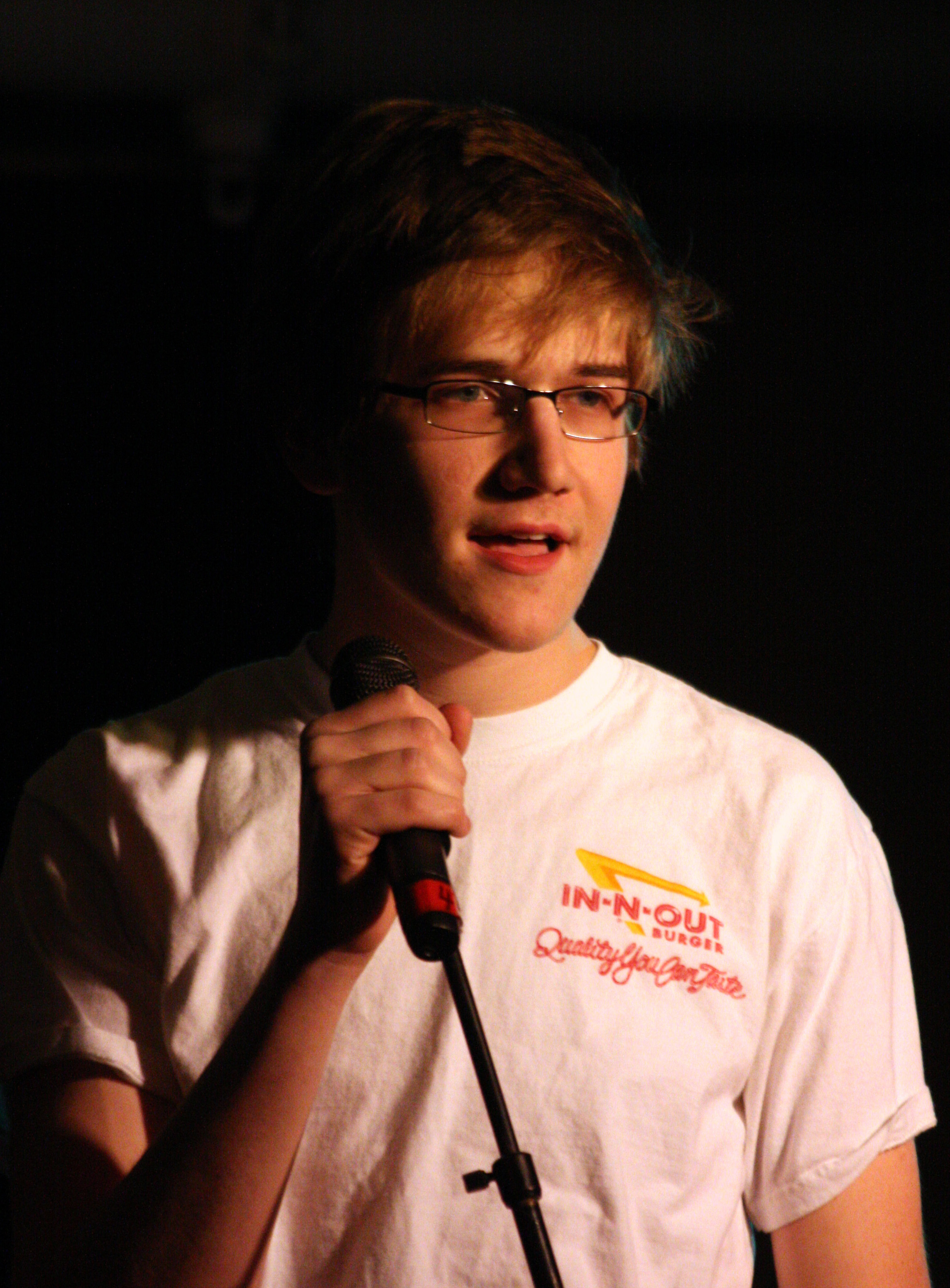
Выступление в Университете Кейс Вестерн резерв, март 2009 года

Во время выступления на комедийном фестивале Juste pour rire в Монреале в 2008 году, Бернем познакомился с режиссёром и продюсером Джаддом Апатоу. В сентябре того года Бернем вёл переговоры с Universal Pictures относительного того, чтобы написать сценарий и музыку к новому комедийному фильму, продюсируемому Апатоу, который он описал как «анти-Классный мюзикл», хотя Бернем настаивал, что его сценарий для фильма не пародия на мюзиклы Дисней, но попытка показать атмосферу той школы, которую он сам посещал. Позже, в интервью к Wired, он также заметил, что то, что главный герой в его сценарии носит имя Бо это «не такой уж тонкий намёк на то, что он сам хочет сняться в фильме». В марте 2009 года в интервью к DigBoston Бо подробнее остановился на описании процесса работы над фильмом: когда он не выступал, то по восемь часов в день писал музыку, а ночью сценарий, первую версию которого к тому времени он только что закончил. Сценарий он создавал совместно с его школьным другом Люком Лиакосом. В интервью для The Guardian и MTV Бернем позже сообщил, что работа над сценарием была завершена в августе 2010 года, тем не менее он ничего не знает о будущем проекта.
7 сентября 2010 года журнал Variety сообщил, что MTV заказал Бернему сценарий для пилотного выпуска телесериала о молодом человеке только окончившим школу и преследующим новую американскую мечту: стать знаменитостью, не имея никакого таланта. Бо написал сценарий, а также стал исполнительным продюсером этого сериала, получившего название «Зак Стоун собирается стать популярным».
В 2011 году Бо можно было увидеть в эпизодической роли в комедии «Безбрачная неделя», а в 2014-м – в сериале «Парки и зоны отдыха».
13 марта 2013 года Бернем написал на своей странице в Фейсбуке, что премьера Зака Стоуна состоится в четверг, 2 мая на MTV. Сериал не был продлён на второй сезон и официально был завершён 26 июня 2013 года. Бернем сообщил, что во время работы над этим сериалом у него было чувство, что у проекта может быть всего один сезон, поэтому он и другие участники команды пытались сделать этот сезон самостоятельным, полноценным произведением, он также добавил, что сериал, возможно, получит вторую жизнь, но уже не на MTV.
В 2018 году Бо снялся в фильме «Очень плохие девчонки» с участием Скарлетт Йоханссон и Зои Кравиц. И в том же году на кинофестивале «Сандэнс» состоялась премьера первого полнометражного фильма Бернема «Восьмой класс», дистрибьютором которого стала компания А24. Картина была восторженно принята кинокритиками. На сайте Rotten Tomatoes у неё 99% свежести, основанные на 283 рецензиях. А на сайте Metacritic рейтинг фильма 90 из 100.
В январе 2021 года в российский прокат вышел триллер «Девушка, подающая надежды» с Кэри Маллиган в главной роли. Фильм повествует о девушке, ведущей двойную жизнь и уверенной, что нет ничего соблазнительнее мести. Бо сыграл в картине роль Райана.

## Личная жизнь
Бернхэм не любит публичности и редко дает интервью. Он живет в Лос-Анджелесе и состоит в отношениях с режиссером Лорен Скафариа с 2013 года. Бернхэм упоминал о борьбе с тревогой и переживании приступов паники, особенно связанных с его творческой работой и выступлениями. В фильме «Все смотрят на меня» он называет свою панику и беспокойство толчком к пятилетнему перерыву в комедийном шоу.

## Дискография

### Студийные альбомы
| Год  | Название          | Высшие позиции в чартах | Высшие позиции в чартах | Высшие позиции в чартах | Высшие позиции в чартах | Детали |
| Год  | Название          | US 200                  | US Comedy               | US Heat                 | US Indie                | Детали |
| ---- | ----------------- | ----------------------- | ----------------------- | ----------------------- | ----------------------- | --- |
| 2009 | Bo Burnham        | 105                     | 1                       | 1                       | 12                      | - Дата выхода: 10 марта 2009 - Лейбл: Comedy Central Records (CCR0078) - Формат: CD, цифровая дистрибуция   |
| 2010 | Words Words Words | 40                      | 1                       | —                       | 3                       | - Дата выхода: 19 октября 2010 - Лейбл: Comedy Central Records (CCR0101) - Формат: CD, цифровая дистрибуция |
| 2013 | what.             | —                       | 1                       | —                       | 31                      | - Дата выхода: 17 декабря 2013 - Лейбл: Comedy Central Records (CCR0101) - Формат: CD, цифровая дистрибуция |
| 2021 | Inside            | —                       | —                       | —                       | —                       | - Дата выхода: 9 июня 2021 - Лейбл: Imperial Distribution - Формат: цифровая дистрибуция                    |

### Мини-альбом
| Год  | Название  | Высшие позиции в чартах | Высшие позиции в чартах | Высшие позиции в чартах | Высшие позиции в чартах | Детали                                                                                               |
| Год  | Название  | US 200                  | US Comedy               | US Heat                 | US Indie                | Детали                                                                                               |
| ---- | --------- | ----------------------- | ----------------------- | ----------------------- | ----------------------- | --- |
| 2008 | Bo Fo Sho | 123                     | 3                       | 2                       | 16                      | - Дата выхода: 17 июня 2008 - Лейбл: Comedy Central Records (CCR0068) - Формат: цифровая дистрибуция |

### Синглы
| Год  | Название                     | Альбом             |
| ---- | ---------------------------- | ------------------ |
| 2010 | «Words, Words, Words»        | Words Words Words  |
| 2010 | «Oh Bo»                      | Words Words Words  |
| 2021 | «All Eyes On Me (Song Only)» | внеальбомный сингл |

## Фильмография
| Год  |     | Русское название                      | Оригинальное название         | Роль                  |
| ---- | --- | ------------------------------------- | ----------------------------- | --------------------- |
| 2009 | ф   | Американская девственница             | American Virgin               | Руди                  |
| 2009 | ф   | Приколисты                            | Funny People                  | Yo Teach! Cast Member |
| 2011 | ф   | Безбрачная неделя                     | Hall Pass                     | Бармен                |
| 2012 | ф   | Тысяча грехов                         | Adventures in the Sin Bin     | Тони                  |
| 2013 | с   | Зак Стоун собирается стать популярным | Zach Stone Is Gonna Be Famous | Зак Стоун             |
| 2014 | с   | Парки и зоны отдыха                   | Parks and Recreation          | Чипп Маккап           |
| 2014 | кор | Watsky: Whoa Whoa Whoa                | Watsky: Whoa Whoa Whoa        | Поджигатель           |
| 2014 | кор | Repeat Stuff                          | Repeat Stuff                  | Камео                 |
| 2015 | с   | Шоу Кролла                            | Kroll Show                    | Диз                   |
| 2015 | с   | Кей и Пил                             | Key and Peele                 | Лау                   |
| 2017 | ф   | Любовь — болезнь                      | The Big Sick                  | Си Джей               |
| 2017 | ф   | Очень плохие девчонки                 | Rough Night                   | Тоби                  |
| 2020 | ф   | Девушка, подающая надежды             | Promising Young Woman         | Райан Купер           |